# Condado de Clay (Carolina del Norte)
El condado de Clay (en inglés: Clay County, North Carolina), fundado en 1861, es uno de los 100 condados del estado estadounidense de Carolina del Norte. En el año 2000 tenía una población de 8775 habitantes con densidad poblacional de 16 personas por km². La sede del condado es Hayesville.

## Geografía
Según la Oficina del Censo, el condado tiene un área total de 572 km² (220,8 mi²), de la cual 557 km² (215,1 mi²) es tierra y 16 km² (6,2 mi²) es agua.

### Municipios
El condado se divide en seis municipios: Municipio de Brasstown, Municipio de Hayesville, Municipio de Hiawassee, Municipio de Shooting Creek, Municipio de Sweetwater y Municipio de Tusquittee.

### Condados adyacentes

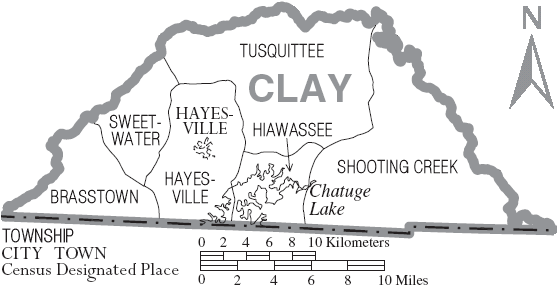
Mapa del Condado de Clay en Carolina del Norte con sus municipios

- Condado de Macon - noreste
- Condado de Rabum - sureste
- Condado de Towns - sur
- Condado de Union - sudoeste
- Condado de Cherokee - noroeste

### Área Nacional protegida
- Nantahala Forestal Nacional (parte)

## Lugares

### Pueblos
Hayesville
Warne